# Luigi Legnani
Luigi Rinaldo Legnani (* 7. November 1790 in Ferrara; † 5. August 1877 in Ravenna) war ein italienischer Sänger, Gitarrenvirtuose, Komponist von Werken für die Gitarre und Musikinstrumentenbauer.

## Leben
Mit 17 Jahren sang Luigi Legnani Opernpartien im alten Theater zu Ravenna und konzertierte dort 1816 und später auch in Mailand als Gitarrist. 
Ab 1819 wirkte Legnani für einige Jahre als Sänger und Gitarrist in Wien. Zwischen 1823 und 1833 reiste er nach Deutschland und in die Schweiz, bevor er 1833 wieder nach Wien zurückkehrte. Josef Zuth definiert den Einfluss Legnanis, dessen spieltechnische und kompositorischen Fähigkeiten über Mauro Giuliani hinausgingen, auf die Wiener Gitarristik zweifach: Einerseits habe seine virtuose Spieltechnik die „Grenzen des Erreichbaren“ aufgezeigt, andererseits habe Legnani mit dem von ihm gebauten und gespielten Gitarrenmodell den Wiener Gitarrenbauern, vor allem Johann Georg Stauffer und dessen Sohn Johann Anton, aber auch den Gitarrenmachern Z. H. Hell, Rieß, Schustler und Stoß, wesentliche Impulse gegeben.
Im Jahr 1835 traf er in Genua (Italien) auf Niccolò Paganini und trat mit ihm in zumindest einem gemeinsamen Konzert auf (eine Anzeige eines Konzerts im Corignano-Theater zu Turin am 9. Juni 1837 hat sich erhalten). 1837 konzertierte Legnani am 19. und 21. Oktober in Augsburg, 1838 auch in Dresden und München und war im selben Jahr zum letzten Mal in Wien, 1842 in Madrid.
1850 begab er sich zurück nach Ravenna, wo er bis zu seinem Tod im Hause Locatelli in der Girottistraße 195 als innovativer Gitarren- und Violinenbauer arbeitete.

## Werk
Legnanis Werke erreichen die Opuszahl 250 und bieten ein reiches Spektrum von Solo- und Kammermusikwerken für Gitarre. Besondere Bekanntheit erlangten die 36 Capricen (Op. 20), unter anderem wegen ihrer teilweise sehr hohen Anforderungen an die Spielgeschwindigkeit.

## Werke (Auswahl)
- Scherzo, op. 10 (zu spielen mit einem einzigen Finger der linken Hand)
- Variationen über das populäre Duett „Nel cor piú non mi sento“ („Mich fliehen alle Freuden“), op 16[6]
- La Donna del Lago: Variazioni, op. 18, über „Oh quante lagrime“ von Rossini[7]
- 36 Capricen, op. 20.
- Duett für Flöte und Gitarre, op. 23[8]
- Konzert, op. 28 (mit Leidesdorf)
- Introduktion, Thema mit Variationen und Finale, op. 64[9]
- Capricen, op. 250[10]

## Werkausgaben (Auswahl)
- Hans Ritter (Hrsg.): Luigi Legnani: Capricen in allen Dur- und Moll-Tonarten, Op. 20 (= Gitarren-Archiv, 35 und 36). Schott, Mainz 1928.
- Walter Götze (Hrsg.): Luigi Legnani: 6 Capricen für Gitarre, Op. 250 (= Gitarren-Archiv, 37). Schott, Mainz 1927.
- Barna Kovàts (Hrsg.): Luigi Legnani, 25 leichte Gitarren-Duos. Von J. Chr. Fr. Bach, Beethoven, Couperin, Dandrieu, Krieger, die Lasso, L. Mozart, Pachelbel, Purcell, Rameau u. a., Edition 5228. B. Schott’s Söhne, Mainz (= Gitarren-Archiv. Band 37).